# Baone
Baone ist eine nordostitalienische Gemeinde (comune) mit 3078 Einwohnern (Stand 31. Dezember 2023) in der Provinz Padua in Venetien. Die Gemeinde liegt etwa 21 Kilometer südsüdwestlich von Padua am Parco regionale dei Colli Euganei. Baone liegt inmitten der Euganeischen Hügel.

## Geschichte
Baone wird 1077 und 1079 erstmals urkundlich erwähnt, als es zum Bau einer Burg in der Nähe des Ortes kommt.

## Gemeindepartnerschaft
Baone unterhält eine Partnerschaft mit der französischen Gemeinde Coudoux im Département Bouches-du-Rhône.

## Verkehr
Die frühere Strada Statale 247 Riviera von Este nach Vicenza begrenzt die Gemeinde im Westen.